# Václav Mergl
Václav Mergl (* 24. srpna 1935 Olomouc) je český režisér, výtvarník, scenárista a bonsaista, jedna z nejvýznamnějších osobností českého animovaného filmu.

## Studium
VŠUP – Vysoká škola uměleckoprůmyslová, Praha, obor filmová a televizní grafika, absolvoval 1964 (prof. Adolf Hoffmeister).

## Život
Válečná léta v Olomouci a moderní postupy v umění inspirovaly Václava Mergla k tvorbě prvního českého čistě abstraktního ﬁlmu Proměny, jenž realizoval ještě jako svou diplomovou práci na vysoké škole. K animaci reliéfu hlíny a perforovaného papíru vedené dle precizně logického scénáře připojil jazzovou hudbu, konkrétně session tria Jana Hammera Jr.. Ke snímku byl v titulcích uveden rovněž citát Bruna Schulze z jeho Traktátu o manekýnech. Samo použití všech těchto materiálů a podkladů znamenalo v tehdejším ﬁlmu převrat, proto ještě v roce 1966 Mergl natočil experimentální rozšíření Proměn – v minutovém, již barevném animovaném opusu s názvem Studie doteku. Projekt byl ﬁnancován stipendiem Filmového a televizního svazu FITES. Merglovu práci vysoce hodnotily i v tisku významné osobnosti tehdejšího kulturního života zejména Vratislav Effenberger a Jiří Šetlík, z kolegů například Karel Vachek a Miroslav Štěpánek.
Ve spolupráci s Ladislavem Haladou pak přijal Mergl možnost vypracovat dvou minutové reklamních šoty pro rakouskou ﬁrmu Inex a České aerolinie. Širší profesní uplatnění však byla přerušena Srpnovými událostmi 68. roku. Po ukončení školy se Václav Mergl již věnoval výtvarné tvorbě, zejména malířské a grafické. Inklinoval v nich k puritě kubismu a speciﬁckému druhu „automatického“ surrealismu.
Jeho první studiový snímku Laokoon (1970) vypráví o vraždících amébách vnikajících „přestrojené za drahé kameny“ na palubu vesmírné lodi pozemšťanů, aby pak zneužily nevědomou a naivní chamtivost a dobyvačnost lidi, a následně ovládly a zničily Zemi. Podle kolegy Miroslava Štěpánka dosáhla Merlova stylizace v papírkovém ﬁlmu Laokoon jednoho z vrcholů tzv. českého papírkového ﬁlmu vůbec.
Mergl v normalizačním klientelismu musel studio jako autor často opouštět, pracoval tak jako externista. Podílel se autorsky pak na animovaných dětských pohádkách, konkrétně na seriálu Štvornohé rozprávky pro slovenské televizní studio v Košicích. Zde mu velice pomáhala autorská spolupráce s manželkou Pavlou, spoluscenáristkou některých Merglových prací pro děti. Po nedlouho trvajícím pracovním návratu do Krátkého ﬁlmu Praha Václav Mergl uspěl s projektem Kraby dle povídky Anatoly Dneprova (snímek byl oceněn v Oberhausenu). Mezitím se svou ženou Pavlou pracoval na dalším seriálu pro Slovenskou televizi s názvy Vihuela a Kuklík, Sádlík a Hryz. U některých pohádek pro děti Mergl pracoval jen coby výtvarník a scenárista. Režijní křeslo předal například Ivanu Renčovi a některé jeho či manželčiny projekty realizovali rovněž i jiní režiséři.
Další návrat do Krátkého filmu Praha znamenal pro studio Merglův úspěch s filmem Homunkulus na MFF v Chicagu, kde se v té době udělovala v profesi, mimo ocenění Oscarem, nejprestižnější Golden Hugo Award. Snímek tuto prestižní cenu získal, avšak bez vědomí jeho autora. Mergl se o svém ocenění dozvěděl až po politických změnách v Československu v roce 1989.
S Jiřím Šalamounem na postu výtvarníka Mergl realizoval svůj další krátký film – groteskní horror Sestřeničky. Jako výtvarník i režisér poté zpracovává pod normalizačním terorem vedení studia a v dramaturgickém vedení postupně Jan Poše a Jiřího Kubíčka snímek Mikrob a sci-fi Haló Alberte.
Původně k (i ve světě) prvnímu „loutkovému ﬁlmu o upírech“ Poslední lup Mergl napsal scénář pro výtvarníka Miroslava Štěpánka. Po zdlouhavém vyjednávání se Štěpánkem a nakonec i po vzájemné dohodě Mergl cestu vlastní režie opustil a scénář Posledního lupu podstoupil festivalovými cenami věnčenému Jiřímu Bartovi. Ten scénář použil k vlastní, neloutkové, ale herecké a trikové inscenaci.
Vedle zájmu o film, výtvarné umění a literaturu zejména filosofickou a vědecko-fantastickou se Václav Mergl věnoval umění pěstování bonsají. V letech 1993–1994 byl šéfredaktorem českého klubového časopisu Bonsai. Je autorem článků v časopisech Um, Domov, Můj dům aj. V 60. letech se seznámil s knihami R. Bradburyho, zájem o alchymii, krátké animované filmy díky různým zákazům u nás téměř neznámé, 88 P. Kumpán a M. Hlaváč zorganizovali projekci s besedou na MFF UK a CHTF UK. Je obdivovatelem kultury staré Číny a Japonska, mj. také díla francouzského režiséra a výtvarníka animovaných filmů Piotra Kamlera, Kanaďana Normana McLarena a Argentince Jorgeho Luise Borgese.
V roce 1996 Václav Mergl zanechal činnosti v oboru animovaný film a dle svých slov toto své dílo uzavřel soubornou výstavou výtvarné a filmové tvorby v Českém muzeu výtvarných umění v Praze a shrnutím své tvorby ve sborníku Animace a Doba editovaném pedagogem pražské FAMU a šéfredaktorem časopisu Film a Doba Stanislavem Ulverem.

## Dílo

### Režijní filmografie
- 1996 – Dobré chutnání, Vaše lordstvo! (ČT, TV seriál)
- 1993 – Bambulka a Bazilínek (ČT, TV seriál)
- 1990 – Haló Alberte (KF Praha)
- 1988 – Sestřeničky (KF Praha)
- 1986 – Mikrob (KF Praha)
- 1984 – Homunkulus (KF Praha)
- 1981 – O panence Apolence (KF Praha pro ČST Bratislava, TV seriál)
- 1978 – Vihuela a Kuklík (KF Praha pro ČST Bratislava, TV seriál)
- 1976 – Krabi (KF Praha)
- 1971–1973 – Štvornohé rozprávky (KF Praha pro ŠT Košice, TV seriál)
- 1970 – Laokoon (KF Praha)
- 1966 – Studie doteku (FITES)
- 1964 – Proměny (VŠUP)

### Výtvarná filmografie
- 1996 – Dobré chutnání, Vaše lordstvo! (ČT, TV seriál)
- 1993 – Bambulka a Bazilínek (ČT, TV seriál)
- 1990 – Haló Alberte (KF Praha)
- 1988 – Sestřeničky (KF Praha)
- 1986 – Mikrob (KF Praha)
- 1984 – Homunkulus (KF Praha)
- 1980–1983 – Sádlík a Hryz (KF Praha pro ČST Bratislava)
- 1981 – O panence Apolence (KF Praha pro ČST Bratislava, TV seriál)
- 1978 – Vihuela a Kuklík (KF Praha pro ČST Bratislava)
- 1976 – Krabi (KF Praha)
- 1971–1973 – Štvornohé rozprávky (KF Praha pro ŠT Košice)
- 1970 – Laokoon (KF Praha)
- 1966 – Studie doteku (FITES)
- 1964 – Proměny (VŠUP)

### Scenáristická filmografie
- 1996 – Dobré chutnání, Vaše lordstvo! (ČT, TV seriál)
- 1993 – Bambulka a Bazilínek (ČT, TV seriál)
- 1990 – Haló Alberte (KF Praha)
- 1988 – Sestřeničky (KF Praha)
- 1987 – Poslední lup (KF Praha)
- 1986 – Mikrob (KF Praha)
- 1984 – Homunkulus (KF Praha)
- 1981 – O panence Apolence (KF Praha pro ČST Bratislava, TV seriál)
- 1980–1983 – Sádlík a Hryz (KF Praha pro ČST Bratislava)
- 1978 – Vihuela a Kuklík (KF Praha pro ČST Bratislava)
- 1976 – Kraby (KF Praha)
- 1971–1973 – Štvornohé rozprávky (KF Praha pro ŠT Košice)
- 1970 – Laokoon (KF Praha)
- 1966 – Studie doteku (FITES)
- 1964 – Proměny (VŠUP)

#### Samostatné výstavy (neúplné)
- 1965 Galerie bří Čapků, Praha
- 1968 Galerie Dílo, Ostrava
- 1969 Galerie Jaroslava Krále, Brno
- 1985 Galerie Sonnenring, Munster
- 1988 Malá galerie Československého spisovatele, Praha
- 1989 Galerie Československého spisovatele, Brno
- 1991 Retrospektiva animovaných filmů v Tókio, Kjótu, Sendai, Nagoji, Japonsko
- 1996 České muzeum výtvarných umění v Praze

#### Skupinové výstavy
- 2019 Doba plastová, Východočeská galerie v Pardubicích, Zámek, Pardubice, 26. června – 6. října 2019[1][2]

#### Ocenění (neúplné)
- 1965 Hlavní cena – ARSﬁlm Kroměříž Proměny (VŠUP, 1961)
- 1970 Zvláštní cena – MFF Annecy Laokoon (KF Praha, 1970)
- 1977 Hlavní cena – FČSF Bratislava Kraby (KF Praha, 1976)
- 1977 Hlavní cena mezinárodní poroty – MFF Oberhausen Kraby (KF Praha, 1976)
- 1985 Zlatý Hugo – MFF Chicago Homunkulus (KF Praha, 1984)